# 현대자동차 인도네시아 공장
현대자동차 인도네시아 공장(영어: Hyundai Motor Manufacturing Indonesia, HMMI)은 인도네시아 브카시 델타마스 공단 내에 위치한 제조 공장이다.

## 개요
2022년 3월, 현대자동차 인도네시아 공장이 준공됐다. 총 투자비는 2030년까지 제품 개발 및 공장 운영비 포함 약 15억 5000만 달러이다. 현대자동차 인도네시아 공장은 77만 7000㎡의 부지에 건설되어 연간 150,000대의 생산 능력을 갖췄다. 향후 최대 생산 능력을 연간 250,000대로 확대할 예정이다.
현대자동차 인도네시아 공장은 엔진, 의장, 도장, 프레스, 차체 공장, 모빌리티 이노베이션 센터 등을 갖췄다. 또한, 다양한 친환경 공법을 적용한 것이 특징이다. 태양광 발전 설비로 공장 전력을 일부 생산하고 수용성 도장 공법으로 휘발성 유기화합물 발생을 최소화했으며, 대기오염 저감 설비를 통해 대기오염 발생을 줄이고 도장 공정에 원적외선 오븐을 적용해 열손실을 최소화했다.
생산 차종은 아이오닉 5, 크레타, 싼타페, 스타게이저 등 4개 차종이 생산된다.

## 생산 차종
| 이미지 | 차종       |
| ------ | ---------- |
|        | 크레타     |
|        | 아이오닉 5 |
|        | 싼타페     |
|        | 스타게이저 |

## 같이 보기
- 현대자동차
- 기아
- 제네시스
- 현대자동차그룹